# 화란 (영화)
"화란"(영어: Hopeless)은 2023년 개봉한 대한민국의 느와르 영화이다. 김창훈의 장편 연출 데뷔작이다. 제76회(2023년) 칸 영화제 주목할 만한 시선 선정작이다.

## 줄거리
우리에겐 해야 할 일들이 있다.
미래도 희망도 없는 마을. 17살 연규(홍사빈)는 그곳에서 태어나서 다른 곳에 가본 적이 없다.
의붓아버지의 반복되는 폭력을 견디며 엄마와 함께 네덜란드로 가겠다는 일념으로 돈을 모은다.
이 마을에서 태어나고 자란 치건(송중기)은 이제 범죄 조직의 중간 보스가 되었다.
이 세상이 지옥이라는 것을 일찍이 깨달은 그는 자신만의 방식으로 살아간다.
어느 날 연규는 이복 여동생 하얀(김형서)을 지키려다 싸움에 휘말린다.
합의금을 마련하지 못한 연규는 치건의 도움을 받게 되고, 그렇게 연규는 치건의 부하로 새로운 삶을 시작한다.
무섭고 낯설지만 연규는 형 같은 치건의 도움으로 서서히 적응해 나간다.
조직에서 살아남기 위해 싸우면서 치건의 신뢰를 얻게 된 연규는 점점 더 위험한 상황에 빠지기 시작한다.
지옥에서 탈출하기 위해 그들은 지옥의 일부가 된다.

## 등장인물
- 김연규 (홍사빈)

비참하고 암담한 현실에서 벗어나기 위해 거친 어른의 세계에 뛰어든 17살. 의붓아버지의 폭력을 견디며 꾸준히 돈을 모아 엄마와 함께 네덜란드로 가려는 일념을 갖고 있다. 어느 날, 여동생을 지키려다 싸움에 휘말리고 그러다 치건의 도움을 받고 그의 부하로 들어간다.
- 치건 (송중기)

연규를 믿고 이끌어주는 조직의 중간 보스. 연규와 같은 마을에서 자랐으나 일찍이 세상이 지옥라는 것을 깨닫고 범죄 조직의 중간 보스가 되어 자신만의 방식으로 살아왔다. 어느 날, 연규에게 도움을 주고 그를 부하로 들인다.
- 김하얀 (김형서)

비참한 현실 앞에서 흔들리지 않으려는 연규의 이복여동생.
- 승무 (정재광)

치건의 부하.
- (정만식)

- (김종수)

## 평가
제44회 청룡영화상에서 4개 부문에 후보로 올랐다.

## 수상 목록
- 2023년 제44회 청룡영화상 신인남우상 (홍사빈)
- 2023년 제44회 청룡영화상 청정원 인기스타상 (송중기)